# Зелёный полоз
Зелёный полоз, или смарагдовый полоз, или краснохвостая медянка (лат. Gonyosoma oxycephalum) — неядовитая змея из семейства ужеобразных.

## Описание
Длина тела самок достигает до 2,4 м, самцы обычно немного меньше, но более ярко окрашены. Окраска изумрудно-зелёная, сверху иногда буроватая, превосходно маскирующая полоза среди листвы в кронах деревьев. Спинная сторона с тёмным сетчатым узором. Верх головы от жёлто-зелёного до буровато-зёленого цветов. По её бокам от ноздрей через глаза проходит продольная тёмная полоса. Хвост от буровато-серого до кирпично-красного цвета. Язык чёрный с синими боками. Чешуя некрупная, гладкая. Брюхо от светло-зелёного до жёлтого цветов, брюшные щитки прочные и шероховатые, хорошо приспособленные для лазания по деревьям. Изредка встречаются особи однотонной красно-бурой окраски. На острове Панай (Филиппинский архипелаг) обитает серая цветовая форма с жёлтой головой. Напуганная змея раздувает воздушный мешок в области шеи, что делает её визуально крупнее.

## Образ жизни
Ведёт древесный образ жизни, укрываясь в дуплах и редко спускаясь на землю, активен днём. Питается почти исключительно птицами, которых часто ловит на лету, повиснув на ветвях. В неволе полоз может быть приучен поедать мелких млекопитающих, таких как мыши и крысы.

## Размножение
Половозрелости зелёные полозы достигают в 4 года. Яйца самки откладывают обычно в период с сентября по январь. В кладке в среднем от 5 до 12 яиц, срок инкубации которых от 13 до 16 недель. Новорождённые детёныши имеют длину около 45 см. Средняя продолжительность жизни полозов в неволе 15 лет.

## Распространение
Обитает в тропических лесах Юго-Восточной Азии: на полуострове Индокитай (от Бирмы до Вьетнама), полуострове Малакка, Малайском архипелаге, включая Филиппины, Никобарских и Андаманских островах. Населяет первичные леса, вторичные насаждения, плантации и сады. Встречается до высоты 1100 м над уровнем моря. Обитает обычно вблизи рек, мангровых болот и других водоёмов.

## Фото

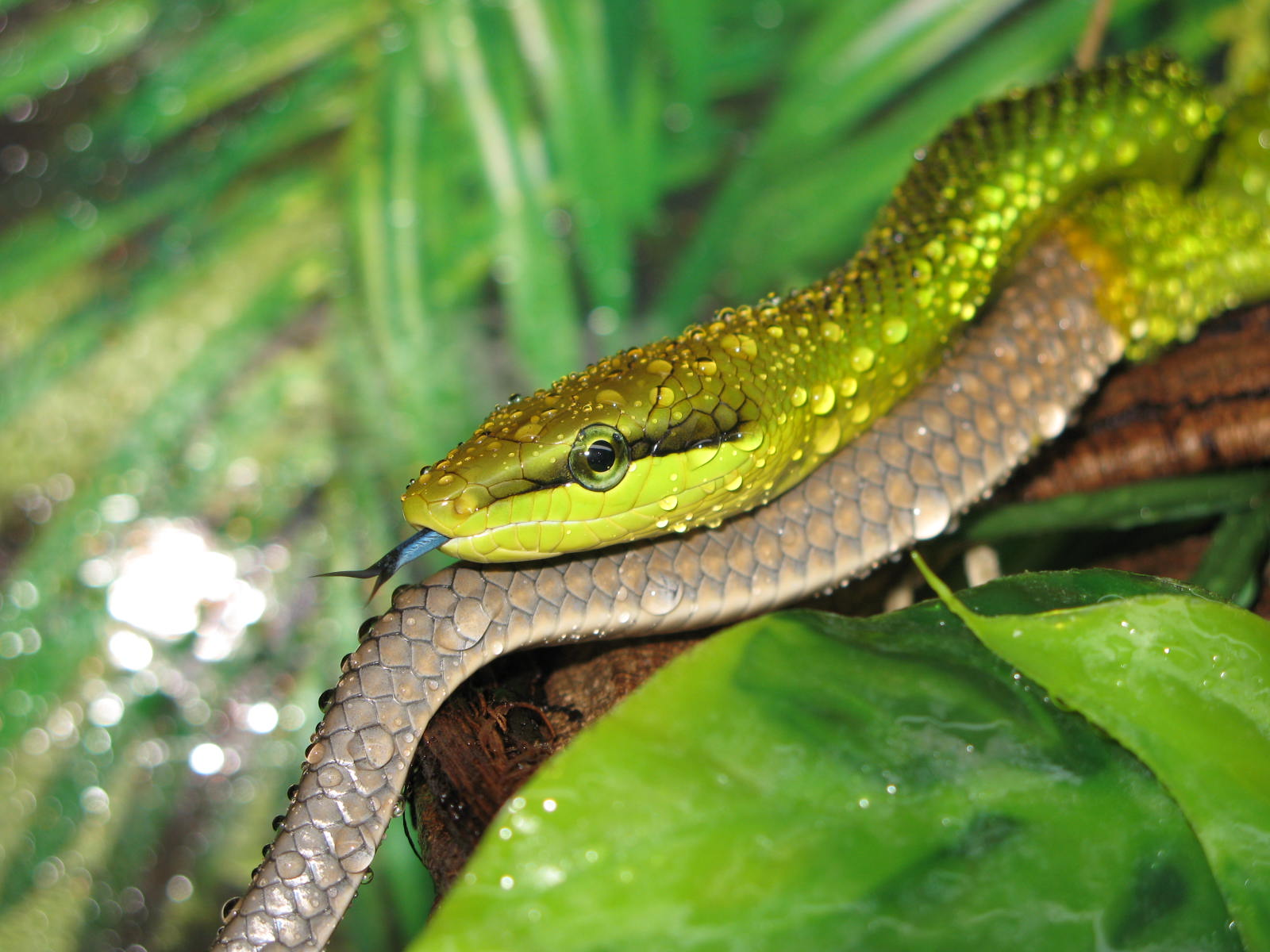
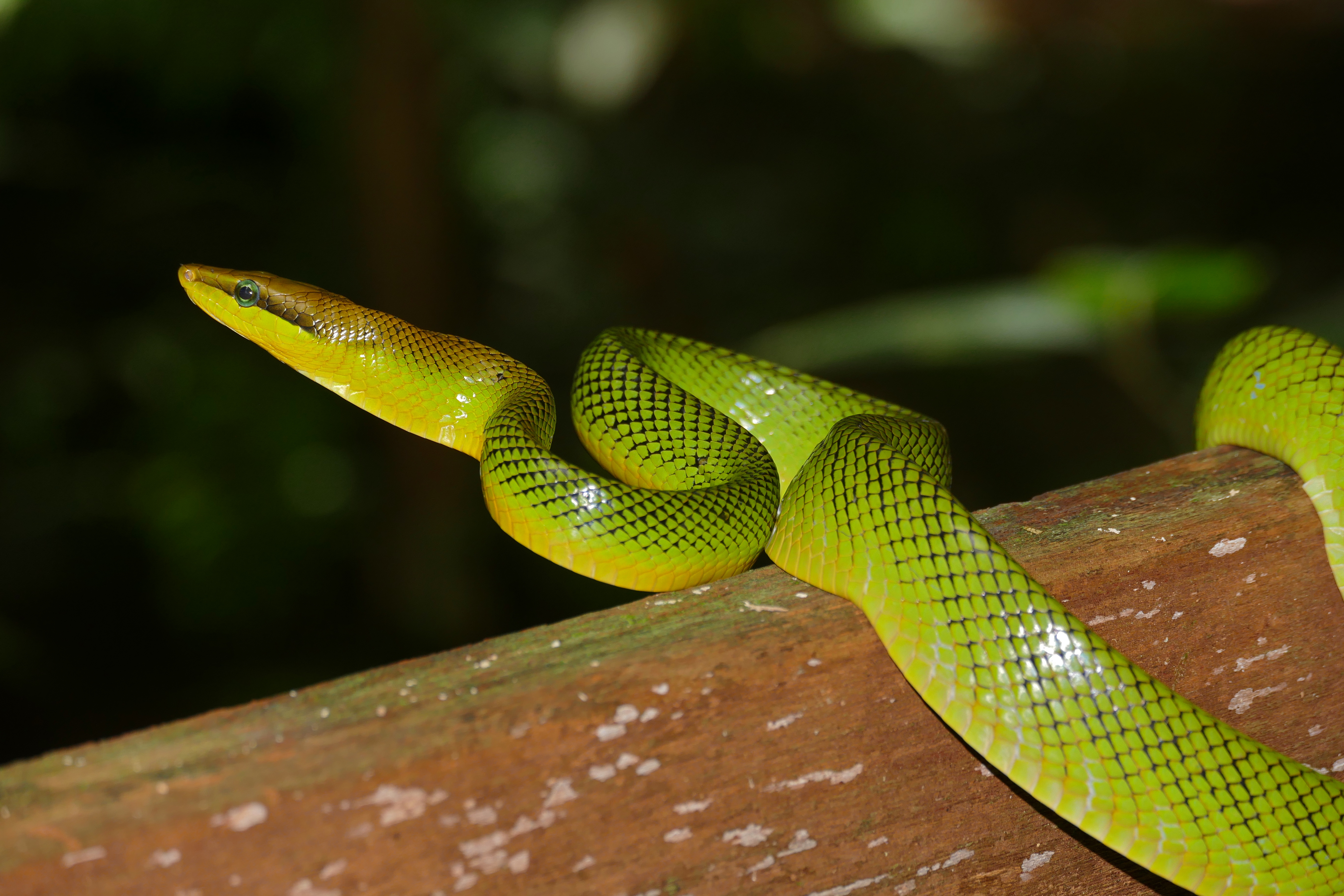
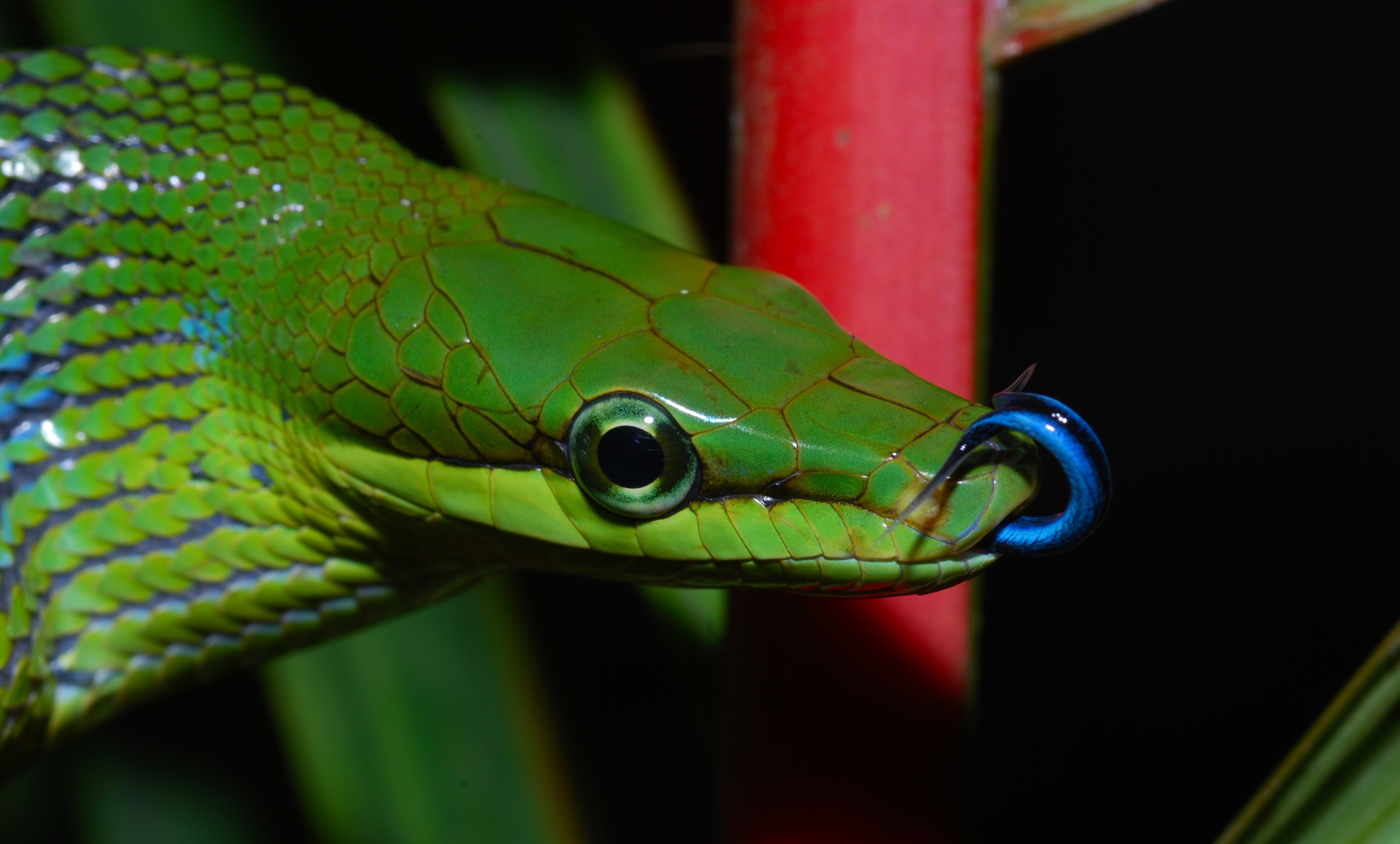
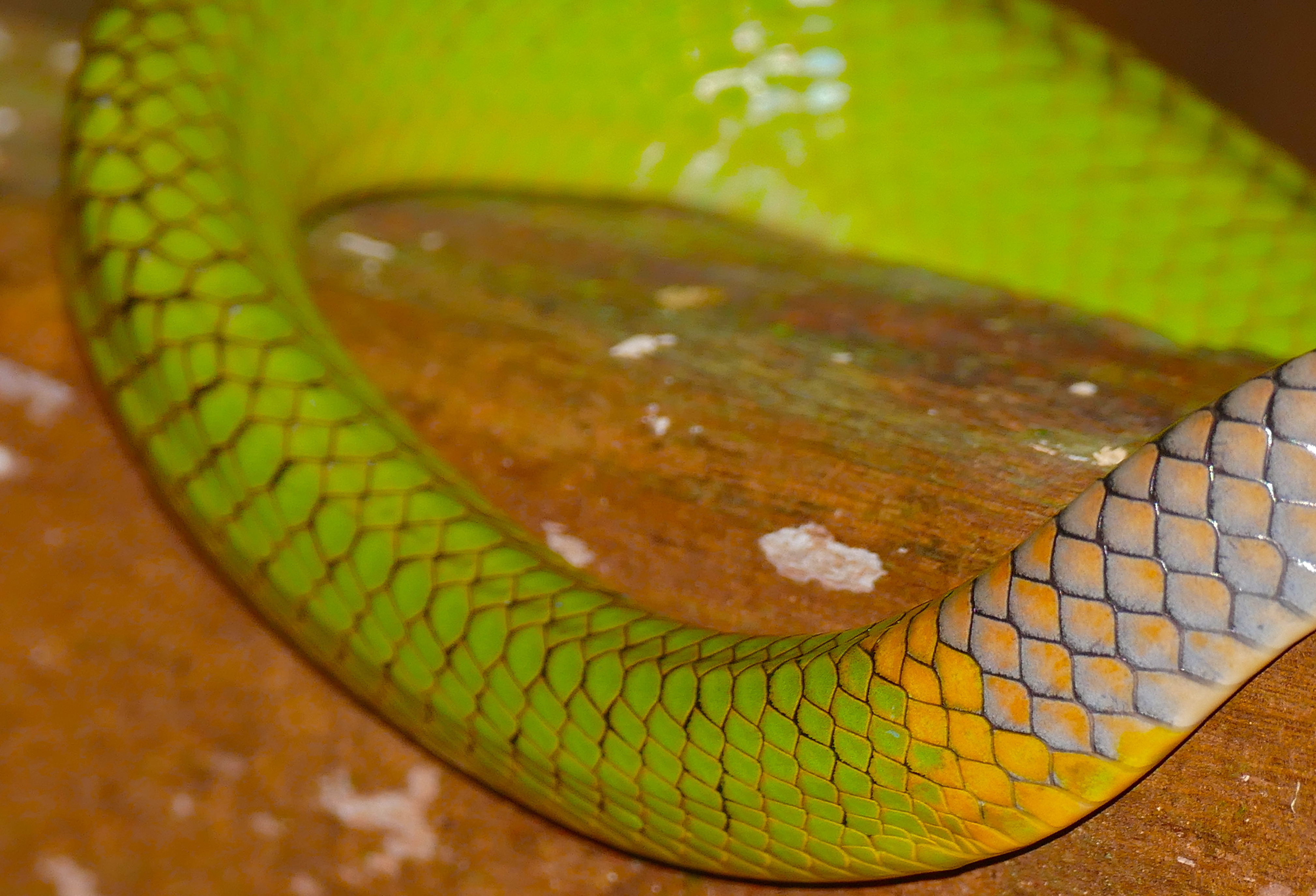
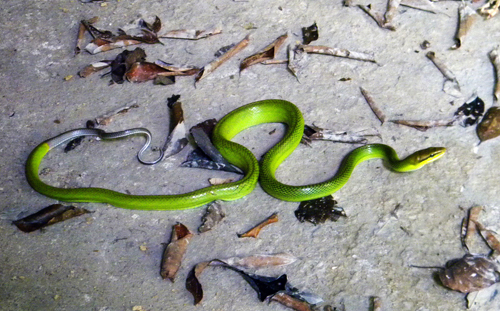

## Содержание в неволе
Содержат в террариумах при температуре воздуха +25…+29 °С и постоянной влажности 80-90 %. Дважды в день террариум обильно опрыскивают. Устанавливают укрытие с высокой влажностью внутри. Яйца инкубируют при температуре +27…+29 °C на протяжении 87—125 дней.